# Anna Pagès Santacana
Anna Pagès Santacana   (Barcelona, 25 de juliol de 1965) és una filòsofa, escriptora i investigadora en la teoria sobre l'educació, especialment coneguda pel seu llibre Sopar amb Diotima: Filosofia i feminitat (2018) que tracta del paper de les dones al món filosòfic. Des de 2017 és col·laboradora a les pàgines d'opinió dels diaris La Vanguardia, El Periódico. i l'Ara

## Biografia
Va estudiar als anys setanta a l'Institut Tècnic Eulàlia, una escola fundada el 1925 al barri barceloní de Sarrià caracteritzada històricament per l'ensenyament mixt i el laïcisme combinat amb una formació religiosa comprensiva i amb la defensa del catalanisme. Es va llicenciar en Filosofia i Lletres i és doctora en Ciències de l'Educació per la Universitat Autònoma de Barcelona on també ha estat professora de Filosofia i Teoria de l'Educació.
També ha fet classes a la Universitat Oberta de Catalunya, on ha dirigit el programa de psicopedagogia i a la Universitat Ramon Llull, on ha estat vicedegana de recerca i relacions institucionals a la Facultat de Psicologia, Ciències de l'Educació i de l'Esport. En l'actualitat és professora titular en la Facultat de Psicologia i Pedagogia Blanquerna de la Universitat Ramon Llull. És membre del Grup de Recerca en Pedagogia Social i Tecnologies de la Informació i la Comunicació (PSITIC) i del Grup Càtedra Ramon Llull «Antropologia i Pedagogia».
Especialista en teoria de l'educació i transmissió del coneixement, considera que el paper de la filosofia, literatura i llengües, les humanitats són prioritàries per a la transmissió del coneixement. Qüestiona l'informe PISA perquè no té en compte el context cultural i no es pot estandarditzar l'educació a tot el món.
Autora de nombrosos articles sobre hermenèutica filosòfica i transmissió cultural. Ha col·laborat amb diaris com La Vanguardia i El Periódico, també escriu per al blog filosofia & co. Entre els llibres de filosofia publicats es troba Al caient del passat: Filosofia hermenèutica i transmissió cultural (2006), Sobre l'oblit (2012) tracta del record i les seves contradiccions, enllaçant a autors com Freud o Gadamer amb el seu propi pensament, però també amb literats com Jorge Semprún o Thomas Mann. i Sopar amb Diotima: Filosofia i feminitat (2018).
El 2015 amb Sobre l'oblit, va participar en la campanya Autors i actuacions Arrenca't a llegir… i pensa! emmarcada en el projecte de «Els llibres, a les fàbriques» organitzat per la Fundació Anastasio de Gracia.

## Sopar amb Diotima
En l'obra Sopar amb Diotima: Filosofia i feminitat (2018) Pagès es basa en l'obra El convit de Plató per donar vida a la filòsofa grega Diotima, invocada per Sòcrates per parlar de l'amor i els seus misteris.
La figura de Diotima en el Banquet de Plató és una cosa excepcional en un món filosòfic d'homes i per a homes. Sòcrates presta la seva veu a Diotima per fer que els homes filòsofs, parapetats en el seu autisme autoreferencial, puguin escoltar què ha de dir sobre l'amo, assenyala el periodista i crític cultural Félix Riera qui considera que Anna Pagès és una de les filòsofes «més interessants de l'actual panorama cultural».
«Amb el temps, la Filosofia feminista recuperarà la figura de Diotima com una metàfora per recordar que dones i saviesa no estan renyides. Les dones poden pensar més enllà de la metafísica tancada i sistemàtica: aconsegueixen donar un gir al discurs filosòfic i impugnar la pretesa totalitat a la qual aspira» assenyala Pagès. «no intenta destriar el mite de la feminitat. Més aviat tracta de construir la feminitat com a mite».
El llibre s'organitza en deu capítols que aborden qüestions relacionades amb la filosofia i la seva relació amb la feminitat i amb la presència de les dones al món del pensament. Els capítols poden ser llegits de manera independent. En tots ells s'aborden diferents qüestions relacionades amb la filosofia i la seva relació amb la feminitat i amb la presència de les dones al món del pensament.

## Obres
- Pagès, A. Darnell i Vianya, Mercè; Pàges, Anna; Planella, Jordi; Tedesco, Juan Carlos; Gluz, Nora (2005). Pàges, Mercè; Planella. Antropologia de l'educació (en catalán).  Editorial UOC, 2005. ISBN 978-84-692-4629-0.
- Pagés, A.. Al filo del pasado: Filosofía hermenéutica y transmisión cultural.  Herder, 2006. ISBN 9788425424595.
- Pagès, Jordi. Antropología pedagógica. ISBN 978-84-692-4629-0.
- Pagés, A.. Sobre el olvido.  Herder, 2012. ISBN 9788425430756.
- Pagés, A.. Cenar con Diotima: Filosofía y feminidad.  Herder, 2018. ISBN 9788425440649.
- Filosofar: ¿Cómo "suena" hoy la filosofía catalana? (en castellà).  EDLibros, 2018. ISBN 9788409014286.
- “Les condicions del pensar en el desemparament: notes hermenèutiques del Diari Filosòfic de Hannah Arendt”, Ars Brevis, Anuari de la Càtedra Ramon Llull, 2007
- “L'étranger comme exception à l'universel éducatif”, Li Télémaque, Philosophie, Education, Societé, 2012, numéro 41, pp 47–59
- “L'enfance comme l'indicible de l'expérience éducative: uneix approche philosophique” en Répenser l'enfance? Paris: Editions Hermann, 2012, pàg.275-285
- “Efectes de metàfora i Història de l'Educació”, en Fòrum d'Educació, Vol. 15, Núm. 23 (2017)
- “Revisiting tradition: feminist perspectives in philosophy of education” PESGB Newsletter, 2017